# Peräjärvi (sjö i Lappland, lat 66,23, long 26,20)
Peräjärvi är en sjö i Finland. Den ligger i kommunen Rovaniemi i landskapet Lappland, i den norra delen av landet, 700 km norr om huvudstaden Helsingfors. Peräjärvi ligger 182 meter över havet. Arean är 1,31 kvadratkilometer och strandlinjen är 12,22 kilometer lång. Sjön  ingår i Kemi älvs huvudavrinningsområde. 